# Máriakálnok, Győr-Moson-Sopron
Máriakálnok  este un sat în districtul Mosonmagyaróvár, județul Győr-Moson-Sopron, Ungaria, având o populație de 1.717 locuitori (2011). 

## Demografie
Componența etnică a satului Máriakálnok
     Maghiari (87,69%)
     Germani (8,6%)
     Slovaci (2,47%)
     Necunoscut (0,49%)
     Alții (0,74%)
Componența confesională a satului Máriakálnok
     Romano-catolici (53,81%)
     Fără religie (12,87%)
     Reformați (2,27%)
     Luterani (1,75%)
     Atei (1,34%)
     Necunoscută (27,55%)
     Greco-catolici (0,41%)
     Alte religii (0,58%)
Conform recensământului din 2011, satul Máriakálnok avea 1.717 locuitori. Din punct de vedere etnic, majoritatea locuitorilor (87,69%) erau maghiari, existând și minorități de germani (8,6%) și slovaci (2,47%). Apartenența etnică nu este cunoscută în cazul a 0,49% din locuitori.  Din punct de vedere confesional, majoritatea locuitorilor (53,81%) erau romano-catolici, existând și minorități de persoane fără religie (12,87%), reformați (2,27%), luterani (1,75%) și atei (1,34%). Pentru 27,55% din locuitori nu este cunoscută apartenența confesională.